# Thera dilectaria
Thera dilectaria är en fjärilsart som beskrevs av Bang-haas 1910. Thera dilectaria ingår i släktet Thera och familjen mätare. Inga underarter finns listade i Catalogue of Life.